# Piracicaba
Piracicaba är en stad och kommun i Brasilien och ligger i delstaten São Paulo. Piracicaba är belägen vid Piracicabafloden och hade cirka 410 000invånare i kommunen (2021). Staden grundades den 1 augusti 1767 och man fick kommunrättigheter 1821.

## Administrativ indelning
Kommunen var år 2010 indelad i sex distrikt:
- Artemis
- Guamium
- Ibitiruna
- Piracicaba¹
- Santa Teresinha de Piracicaba¹
- Tupi

¹ Del av centrala Piracicaba.